# Stella (famiglia)
La famiglia Stella è una famiglia nobiliare modugnese del XVII secolo. Originaria della Catalogna, arrivò a Modugno col dottore fisico di Valenzano Francesco Stella nel 1600.

## Storia
Capostipite del ramo modugnese della famiglia Stella, fu Francesco Stella che si trasferì a Modugno da Valenzano nel 1600. Grazie alla sua professione di medico e alle sue conoscenze in ambito scientifico, acquisì notevole fama e nel 1704 venne aggregato alla Piazza dei Nobili di Bari.
Francesco divenne benestante, tanto che costituì il fedecommesso di Torre Ruggero (in seguito trasformato in feudo) in favore del primogenito. Questo fedecommesso era costituito da masseria e da coltivazioni di ulivi, mandorli e altri frutti.
Francesco Stella si sposò con Ortensia De Laurentis, nativa di Modugno, ed ebbe cinque figli (Rev.Vito, Domenico Antonio I, Rocco, Giovanbattista e Giuseppe). Si occupò personalmente dell'istruzione dei propri figli.
Domenico Antonio Stella I, sposò una nobildonna di Bari, Alessandra Effrem, dalla quale ebbe un solo figlio: Pietro Luca.
Altro personaggio illustre della famiglia Stella fu Giovanni Battista Stella, terzo figlio di Francesco, nato a Modugno nel 1660, si laurea in legge a Napoli e segue la vocazione sacerdotale. Nel 1697 diventò arciprete di Modugno. Donò alla chiesa dei Cappuccini dell'Immacolata due statue raffiguranti San Pasquale e la Madonna Immacolata, ricevute dal fratello Rocco a Vienna. Fu vescovo di Potenza e nel 1713 fu nominato arcivescovo di Taranto. Morì nel 1725 considerato come un santo.
Pietro Luca Stella, figlio di Domenico Antonio, divenne Marchese e grazie all'impegno del potente zio Rocco Stella, ottenne il prestigioso incarico di Capitano delle guardie Svizzere dei Viceré di Napoli. Si sposò con Isabella Venturi di Bari ed ebbe due figli maschi: Domenico Antonio II e Nicola.
Domenico Antonio Stella II visse nel XVIII secolo ereditò dallo zio Rocco il palazzo di famiglia, il titolo di marchese e il feudo di Torre Ruggero, costituito da Francesco Stella. Morì a Modugno nel 1769, scapolo e senza figli. Secondo alcune fonti, lasciò i propri averi alla famiglia De Rossi.
Nicola Stella studiò giurisprudenza; si trasferì dal prozio Rocco a Vienna all'età di 12 anni. Divenne Presidente del Consiglio Aulico e, nel 1718, Cavaliere di Giustizia dell'Ordine di Gerusalemme. Morì per idropisia a Vienna nel 1759, scapolo e senza figli, lasciando i suoi beni al fratello Domenico Antonio Stella.
La discendenza diretta si interruppe alla terza generazione negli anni '70 del XVIII secolo, con la morte di Domenico Antonio Stella. La stirpe degli Stella a Modugno continuò grazie al maggiorascato esercitato dal Conte Rocco sui secondogeniti della famiglia Caracciolo di Santeramo in Colle. Il penultimo erede del casato è stato il Conte Antonio Rocco Stella, nato Caracciolo, vissuto nel Castello di Palagianello fino al 1950, anno della sua morte; ultimo erede è stato Francesco (Franz) Caracciolo Rocco Stella di Santeramo, nato a Bari il 20 marzo 1928.

## Membri illustri
- Francesco Stella, medico; capostipite del ramo modugnese della famiglia Stella.
- Rocco Stella (Modugno, 1662 - Vienna, 1720), Conte del Sacro Romano Impero, Ministro e Consigliere dell'Imperatore Carlo VI.
- Giovanni Battista Stella (Modugno, 1660 - Taranto 1725), Arciprete della chiesa della Santissima Annunziata di Modugno e Arcivescovo di Taranto.
- Manuel Stella (Avellino, 2001)

## Luoghi e architetture
- Palazzo in Franz Joseph Platz numero 8, a Vienna, costruito da Rocco Stella[11].
- Palazzo Stella a Modugno.
- La famiglia Stella aveva il patronato di una cappella gentilizia nella chiesa di Sant'Agostino di Modugno[12]. L'altare di questa cappella è in stile barocco leccese è stato fatto realizzare nel 1716 da Giuseppe Stella. Esso è riccamente decorato con colonne tortili e putti[13].
- Feudo di Torre Ruggero. Si trattò di un possedimento terriero costituito da una masseria e da coltivazioni di ulivi, mandorli e altri frutti[14]. Questo possedimento venne costituito da Francesco Stella che volendo assicurare un'eredità per il primogenito, costituì un fedecommesso[1]. Questo fedecommesso si trasformò in feudo quando Domenico Antonio II acquisì il titolo di Marchese[14]. Alla morte di questi nel 1769, per mancanza di eredi, il feudo diventò di proprietà demaniale; nel 1780, il feudo venne rivenduto a Don Nicola de Angelis di Bari per 5500 ducati[15].

## Simboli araldici
Lo stemma della famiglia è una stella a otto punte di oro su campo argento e il motto della famiglia è: “Haec undique magis” (tradotto in italiano: Questa maggiore dovunque). un'altra traduzione potrebbe essere: Questa (Stella) nella costellazione del Cane (Maggiore) dovunque (per sempre). Chiaro riferimento alla Stella Sirio.